# Alpaida erythrothorax
Alpaida erythrothorax là một loài nhện trong họ Araneidae.
Loài này thuộc chi Alpaida. Alpaida erythrothorax được Władysław Taczanowski miêu tả năm 1873.